# ROAR (Six Flags America)
ROAR is een houten achtbaan in het Amerikaanse attractiepark Six Flags America.
ROAR werd gebouwd door het Amerikaanse Great Coasters International en opende op 5 februari 1998. De maximale hoogte van de baan bedraagt 28,8 m en de maximale snelheid 81 km/h. Als speciaal element in de achtbaan is een 200 voet lange tunnel aangelegd. De achtbaantreinen zijn door de Philadelphia Toboggan Coasters gebouwd. De baan gebruikt een kettingoptakeling. Een vrijwel identieke baan stond in Six Flags Discovery Kingdom onder de naam Roar.
Huidig:
Batwing ·
Firebird ·
Professor Screamore's SkyWinder · 
Ragin' Cajun ·
ROAR · 
Superman: Ride of Steel · 
The Great Chase · 
The Joker's Jinx ·
The Wild One
Verdwenen:
Python · 
The Great Alonzo's Cannonball Coaster · 
Two-Face: The Flip Side